# Hanazuki
Hanazuki (katakana: ハナヅキ lub キヅナハ| pol. "marcowy księżyc") – japoński wielki niszczyciel z okresu II wojny światowej, typu Akizuki. Spotyka się też romanizację nazwy: "Hanatsuki".

## Historia
"Hanazuki" należał do serii wielkich niszczycieli typu Akizuki, zaprojektowanych specjalnie jako okręty obrony przeciwlotniczej, których główne uzbrojenie stanowiło 8 nowych dział uniwersalnych kalibru 100 mm, o świetnych charakterystykach balistycznych, lecz umiarkowanie skutecznym systemie kierowania ogniem.  
Stępkę pod budowę okrętu położono 10 lutego 1944 w stoczni Marynarki w Maizuru, kadłub wodowano 10 października 1944, a okręt wszedł do służby 26 grudnia 1944; budowa trwała rekordowo krótki czas. Nazwa, podobnie jak pozostałych niszczycieli tej serii, związana była z Księżycem i  oznaczała "Kwitnący Księżyc". 

## Służba
Po wejściu do służby załoga szkoliła się na wodach Japonii w składzie 11. Flotylli Niszczycieli. 31 marca 1945 został okrętem flagowym 31. Flotylli Eskortowej. Jego jedyną operacją bojową była początkowa eskorta pancernika "Yamato" i innych okrętów biorących udział w operacji Ten-gō 6 kwietnia 1945, przez cieśninę Bungo, po czym powrócił do bazy (wraz z niszczycielami eskortowymi "Kaya" i "Maki"). Do końca wojny przebywał na japońskim Morzu Wewnętrznym, atakowany przez amerykańskie lotnictwo pokładowe, bez uszkodzeń. 
Po wojnie, w sierpniu 1947 został przekazany USA w ramach reparacji. Pod oznaczeniem DD-934, został przebadany przez specjalistów amerykańskich, po czym złomowany w Japonii.
Dowódcy:
- kmdr por Hideo Higashi (grudzień 1944 - wrzesień 1945)

## Dane techniczne
- zapas paliwa: 1097 t.

### Uzbrojenie i wyposażenie
- 8 dział 100 mm Typ 98 w wieżach dwudziałowych (4xII).
  - długość lufy - L/65 (65 kalibrów), kąt podniesienia - 90° donośność - 19.500 m (pozioma), 14.700 m (maks. pionowa), masa pocisku - 13 kg. Zapas amunicji - po 300 nabojów.
- system kierowania ogniem artylerii głównej: dwa 4,5-metrowe dalmierze stereoskopowe (na nadbudówce dziobowej i rufowej) z przelicznikiem artyleryjskim Typ 94.
- urządzenia kierowania ogniem artylerii plot: 2,5-metrowy dalmierz, dwa 1,5 metrowe dalmierze
- szumonamiernik
- radar: dozoru ogólnego model 21 lub dozoru ogólnego model 22 i/lub dozoru powietrznego model 13